# كهوف ديسوتو
كهوف ديسوتو (بالإنجليزية: DeSoto Caverns)‏؛ هي مجموعة من الكهوف التي تقع في مقاطعة تالاديجا في الولايات المتحدة.

## السياحة
تعد «كهوف ديسوتو» إحدى مواقع الجذب السياحي في مقاطعة تالاديجا في ولاية ألاباما الأمريكية.